# 前橋公園

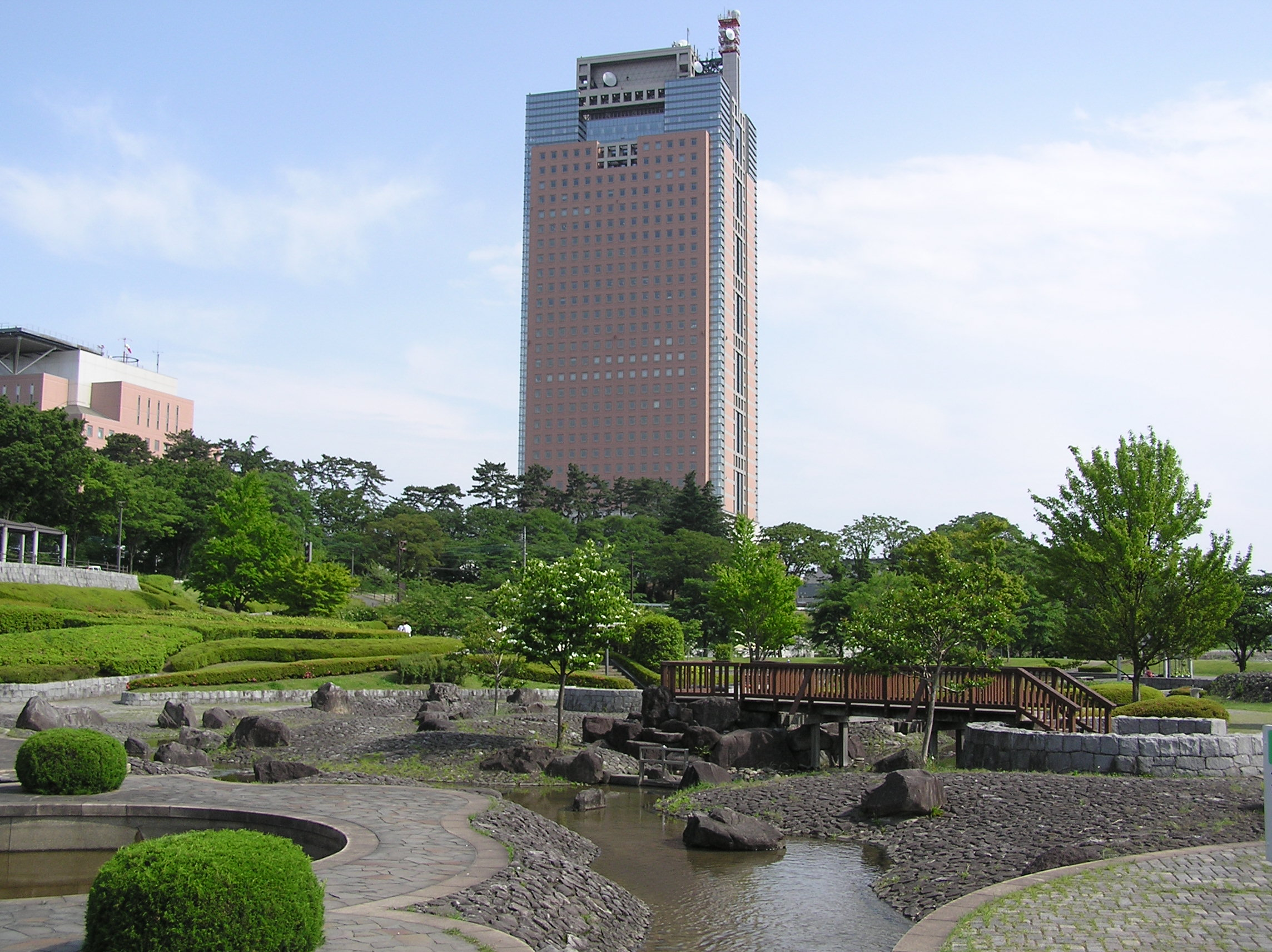
前橋公園より望む群馬県庁舎

前橋公園（まえばしこうえん）は、群馬県前橋市に位置する都市公園（総合公園）である。さちの池やるなぱあくも同公園内にある。

## 来歴
2020年東京オリンピックの聖火リレーでセレブレーション会場となった。

## さちの池
皇太子の結婚を記念して鶴舞う形の群馬県をかたどった。さちの池と同様、群馬県をかたどった池としては太田市の宝泉遊水池がある。
さちの池西側河川敷には、親水・水上ステージゾーンとして、群馬県の河川事業と一体で整備を行った。
2008年（平成20年）3月29日から6月8日まで開催した、全国都市緑化フェアでは総合会場として使用され、みどりの散策エリア（旧競輪場跡地）、日本庭園が公園としてオープンした。

## 公園内の施設
- るなぱあく
- さちの池
- 日本庭園
- みどりの散策エリア
- 親水・水上ステージゾーン

## 交通アクセス
- 前橋駅より徒歩30分。
- 上毛電気鉄道上毛線中央前橋駅より徒歩20分。
- 永井バス・日本中央バス・関越交通バス「前橋公園」下車、3分。マイバス「北循環10・臨江閣前」下車、1分。[3]